# Hipódromo de Colonia-Weidenpesch
El Hipódromo de Colonia-Weidenpesch (en alemán: Galopprennbahn Köln-Weidenpesch) es una pista de carreras de caballos en el parque Weidenpescher en Nippes, Colonia, Alemania. Como el único campo de carreras en Alemania que acoge a más de un Grupo Europeo modelo de 1 raza, Weidenpesch es uno de los espacios más importantes en el país en su clase. Colonia-Weidenpesch es también uno de los hipódromos más antiguos de Alemania, después de haber sido establecido como una pista de carreras en 1897. La mayor de las dos tribunas fue diseñada como una fundición de hierro y con una estructura de madera en 1898 y fue sustancialmente reformada en 2004. 